# Kościół św. Franciszka z Asyżu w Kaletach
Kościół świętego Franciszka z Asyżu – rzymskokatolicki kościół parafialny Parafii św. Franciszka z Asyżu w Kaletach należącej do dekanatu Woźniki diecezji gliwickiej. Znajduje się w Miotku, dzielnicy Kalet, w województwie śląskim.

## Historia

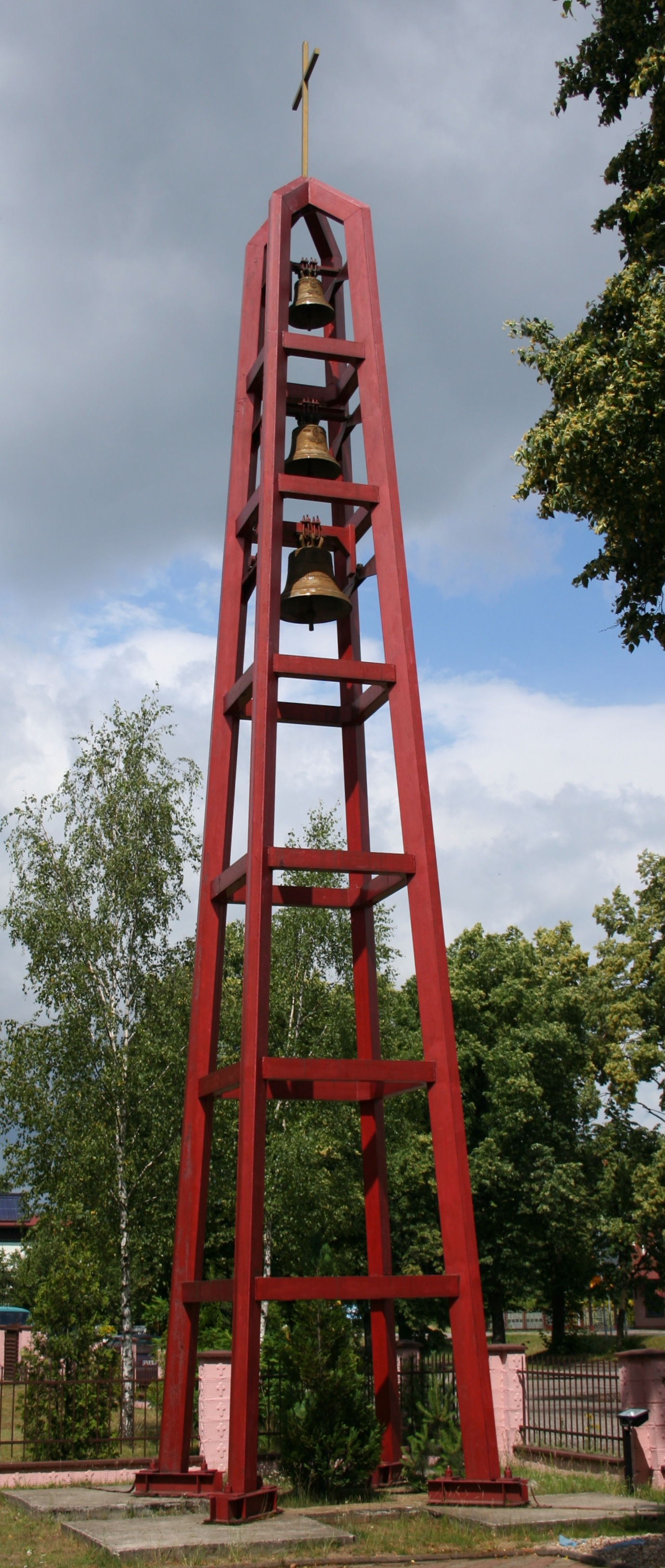
Dzwonnica

Plan świątyni został wykonany przez katowickiego architekta Henryka Gambca. 25 lipca 1925 roku ksiądz Paweł Kiebel, proboszcz parafii św. Katarzyny w Woźnikach poświęcił kamień węgielny pod budowę świątyni. Kierownikiem budowy został Augustyn Rupik z Woźnik. Po nagłej śmierci księdza Pawła Kiebla (w dniu 28 grudnia 1925 roku) parafię św. Katarzyny w Woźnikach objął ksiądz Augustyn Meltz, który kontynuował prace budowlane. Proboszczowi udało się zaczhęcić dyrektora fabryki papieru w Kaletach Rudolfa Brennera do sponsorowania prac budowlanych. Pierwsza msza święta w nowej świątyni została odprawiona w dniu 26 lutego 1928 roku. Dyrektor fabryki ufundował główny ołtarz (obecnie pełni funkcje ołtarza bocznego) i zamówił obraz św. Franciszka, namalowany w monachijskim atelier artystycznym, przyczyniając się tym samym do zmiany wezwania świątyni. Uroczyście świątynia została poświęcona przez biskupa katowickiego Arkadiusza Lisieckiego w dniu 4 października 1928 roku. W październiku 1942 roku katowicki wikariusz generalny mianował księdza Dominika Pykę pierwszym kuratusem przy świątyni w Miotku. Samodzielna parafia w Miotku została utworzona w 1957 roku. W latach 2009–2011 pszczyński artysta Marian Mendrek odrestaurował malowidła dekoracyjnego fryzu ze scenami biblijnymi w świątyni. Od 2014 roku we wnętrzu kościoła prowadzone są prace przy realizacji nowego wystroju, aranżacji i elementów wyposażenia, którego autorem jest architekt Ryszard Kopiec z katowickiej pracowni projektowej „Archex”.